# Barrage des Trois-Gorges
Le barrage des Trois-Gorges (chinois simplifié : 三峡大坝 ; chinois traditionnel : 三峽大壩 ; pinyin : Sānxiá dàbà) est un barrage sur le Yangzi Jiang, situé dans la province du Hubei, au centre de la Chine. Il a été mis en service par étapes de 2003 à 2012 et a créé une retenue de 600 kilomètres de longueur.
Il s'agit de la plus grande centrale hydroélectrique au monde par sa puissance installée.

## Caractéristiques
Le barrage des Trois-Gorges est situé à Sandouping, près de Yichang, dans la province du Hubei en Chine, à la limite de la région montagneuse du Haut-Yangzi et de la plaine du Moyen-Yangzi, en aval des Trois Gorges et à 38 km en amont du barrage de Gezhouba, là où le fleuve a un débit de 14 300 m3/s. La décision de construire le barrage a été prise à l'Assemblée populaire en 1992, avec un nombre record d'abstentions et d'oppositions au projet. Le chantier a démarré en 1994 et en 2000, le fleuve Yangzi Jiang est dévié, alors que le barrage monte jusqu’à 80 mètres de haut.

### Barrage
C'est un barrage poids, long de 2 335 mètres et haut de 185 mètres. Le niveau maximum d'eau du réservoir par rapport à la mer est de 175 ou 185 m. Sa construction a nécessité 27 millions de mètres cubes de béton.
Le barrage est constitué de plusieurs parties avec d'ouest en est :
- un tronçon usine hydro-électrique avec quatorze turbo-générateurs d'une puissance unitaire de 700 MW ;
- un tronçon déversoir ;
- une deuxième usine hydro-électrique avec douze turbo-générateurs d'une puissance unitaire de 700 MW ;
- la partie destinée à la navigation, avec ascenseur à bateau et cascade d'écluses ;
- une troisième usine hydro-électrique composée de six turbo-générateurs d'une puissance unitaire de 700 MW et de deux groupes de 50 MW chacun.

### Réservoir
D'une superficie de 1 084 km2, le réservoir est étroit et s'étend jusqu'à Chongqing en amont. Le volume d'eau emmagasiné est de 39,3 km3 (39,3 milliards de mètres cubes, soit une masse comparable en tonnes). La capacité de décharge est de 116 000 m3/s. La puissance des jets qui sortent du barrage a nécessité la construction de « tremplins » afin d'éviter l'érosion du pied du barrage ; l'eau ainsi rejetée a une hauteur de chute d'environ 90 mètres. Le bassin versant qui alimente le réservoir mesure un million de kilomètres carrés.

### Franchissement du barrage pour la navigation
Le barrage peut être franchi par un ascenseur à bateaux et un système d’écluses. Grâce à ceux-ci, la navigation sur le Yangzi est possible de six à neuf mois par an. Le trafic fluvial annuel est passé de 10 à 50 millions de tonnes pour des coûts de navigation abaissés de 27 %. La sécurité de la navigation est améliorée grâce au débit régulier sur 650 km.

#### Escaliers d'écluses

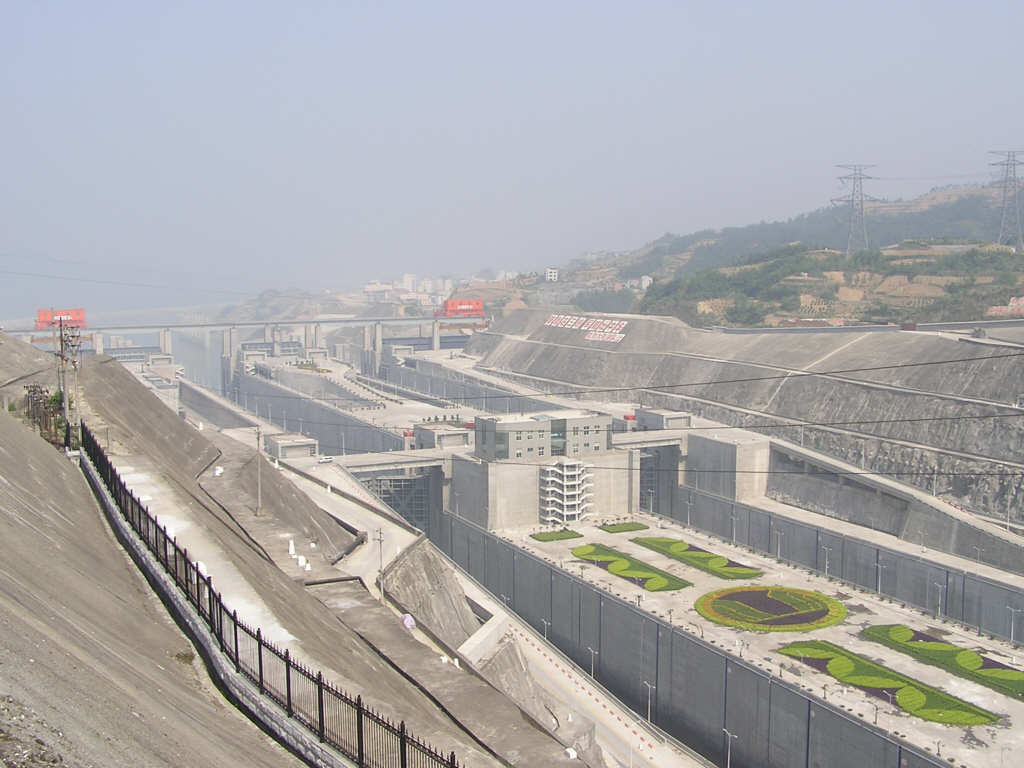
Escalier d'écluses pour le passage du barrage des Trois Gorges par les navires, mai 2004.

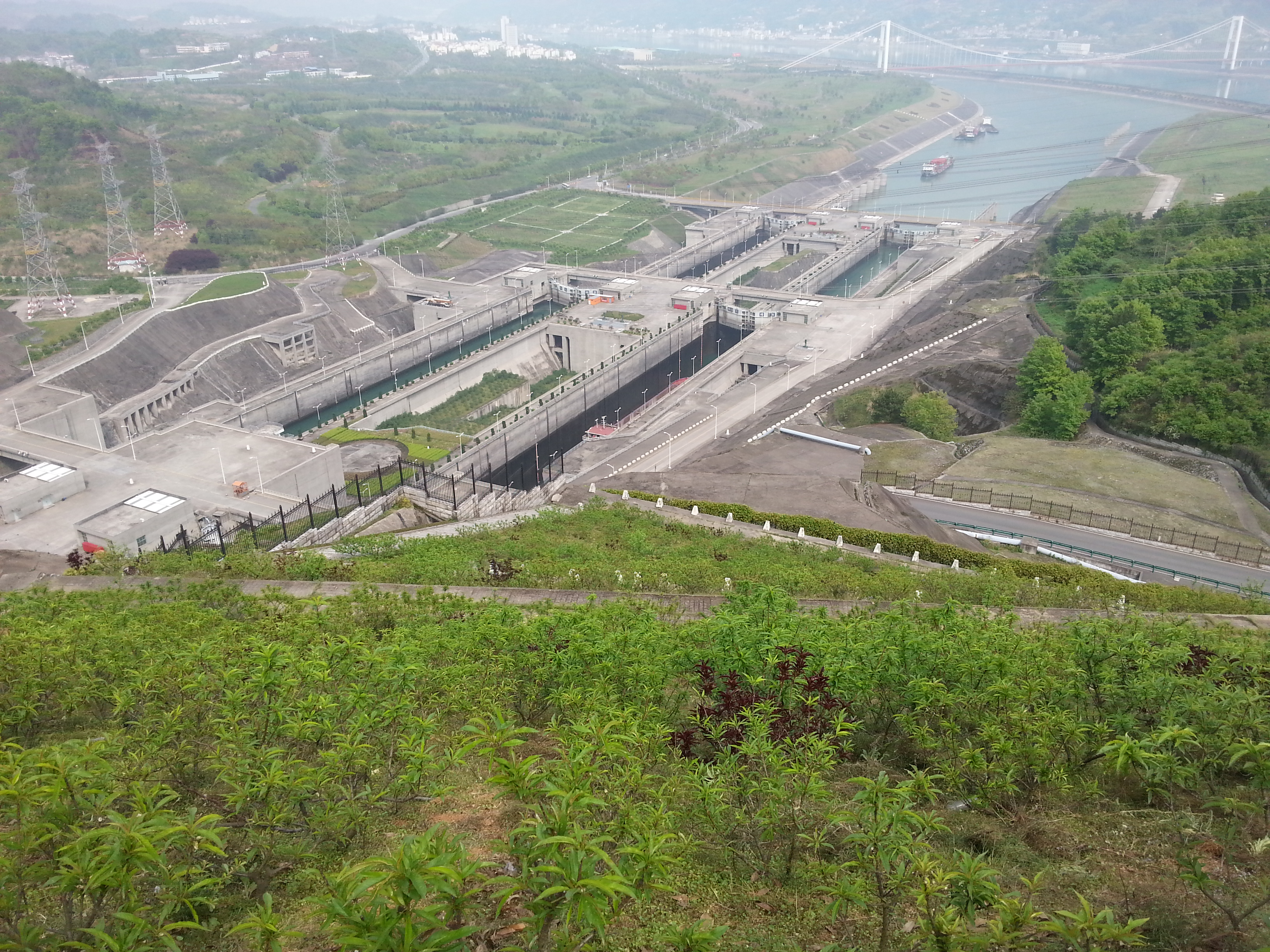
L'escalier d'écluses vu du sommet du barrage. À l'arrière plan, le pont suspendu.

Un gigantesque double escalier d'écluses de près de 1 500 m de long (quatre sas de 280 m et un de 350 m de long et 34 m de large) a été construit dans chaque sens. Cette échelle d'écluses à cinq niveaux permet le passage de navires de 10 000 tonnes. Le dénivelé franchi est de 113 m, soit plus de 20 m par sassée. Chaque écluse enchaîne sur la suivante par des portes ouvrantes de 25 m de haut.
Cette installation vise à permettre un accroissement du transport par bateau de 10 à 100 millions de tonnes annuelles, par une réduction de coût estimée entre 30 et 37 %. La navigation sera plus sûre sur le lac, contrairement à la navigation ancienne sur les Gorges. Des navires plus grands et de plus grand tirant d'eau vont désormais pouvoir circuler sur 2 400 km de Shanghai à Chongqing. L'accroissement attendu est une multiplication par cinq du trafic,.
Ce dispositif est 30 m plus long que celui de la voie maritime du Saint-Laurent, mais deux fois moins profond. Avant la construction du barrage, la capacité maximale au niveau du site des Trois Gorges était de 18 millions de tonnes par an. De 2004 à 2007, ce sont au total 198 millions de tonnes qui ont franchi les écluses. La capacité de transport a été multipliée par six et les coûts réduits de 25 %. Une capacité totale de 100 millions de tonnes par an devrait être atteinte.
Ces écluses sont en fait un dispositif spécifique généralement appelé « escalier d'eau » ou « escalier d'écluses », où chaque porte intérieure sert à la fois de porte inférieure d'une écluse et supérieure de la suivante. Un tel dispositif présente l'inconvénient d'une indisponibilité de l'ensemble si un seul des éléments est endommagé, ainsi qu'un franchissement très long en temps (environ 3 h). Le système est cependant efficace car chacun des escaliers d'eau est destiné à une direction.

#### Ascenseur à bateaux
Un ascenseur vertical à bateaux à sas simple permettant le mouvement de navires de 3 000 tonnes a été inauguré le 18 septembre 2016. Le bac de l'ascenseur mesure 120 m de long, 18 m de large et 3,5 m de profondeur, soit 7 560 tonnes d'eau transportée à chaque trajet.
Il s'agit du plus grand ascenseur à bateau du monde, surclassant l'ascenseur de Strépy-Thieu en Belgique.

### Capacité de production
Les 26 générateurs de 700 MW (fournis par les constructeurs allemand Voith, autrichien Andritz et le français Alstom) et les huit générateurs de 6 × 700 MW et 2 × 50 MW (construction achevée en 2011) de la centrale ont une puissance installée de 22 500 MW, soit sept fois la capacité des centrales hydroélectriques du Rhône (2 950 MW) ou l'équivalent d'une vingtaine de tranches de centrales nucléaires. La hauteur de chute est d'environ 90 m. Selon les plans originaux, le barrage devait couvrir 10 % de la consommation nationale, cependant il en couvre à peu près 3%.

### Production

Capacité de production saisonnière.

En 2014, la centrale a produit 98,8 TWh, selon les autorités du barrage, nouveau record mondial de production d'hydroélectricité, détenu jusque-là par la centrale paraguayo-brésilienne d’Itaipu avec 98,6 TWh en 2013.
Selon la société exploitante, China Three Gorges Corporation, la centrale hydroélectrique des Trois Gorges a produit 111,8 TWh d'électricité en 2020, battant le précédent record de 103,098 TWh en 2016, détenu par la centrale électrique du barrage d'Itaipu. En 2021, la production s'est élevée à 103,6 TWh.
Le graphique qui aurait dû être présenté ici ne peut pas être affiché car il utilise l'ancienne extension Graph, désactivée pour des questions de sécurité. Des indications pour créer un nouveau graphique avec la nouvelle extension Chart sont disponibles ici.

### Coût
Selon le quotidien Xinjing, citant un responsable du chantier, « une centaine de personnes sont mortes sur le chantier en dix ans. »
Officiellement, le coût de la construction est de 25 milliards de dollars, soit environ 23 milliards d'euros.
Le transport de l'électricité produite utilisera en particulier des liaisons à courant continu haute tension (CCHT), favorables sur de longues distances.

## Chiffres
| Caractéristique                    | Unité                                  | Mesure         |
| ---------------------------------- | -------------------------------------- | -------------- |
| Capacité du réservoir              | Milliard de mètres cubes               | 39,3           |
| Surface du bassin versant          | Kilomètres carrés                      | 1 million      |
| Surface du réservoir               | Kilomètres carrés                      | 1 084          |
| Hauteur du barrage                 | Mètres (au-dessus du niveau de la mer) | 185            |
| Point culminant de la structure    | Mètres (au-dessus du niveau de la mer) | 229            |
| Hauteur maximum du mur de béton    | Mètres                                 | 137            |
| Hauteur structure                  | Mètres (hors tout)                     | 181            |
| Hauteur d'eau maximum              | Mètres (au-dessus du niveau de la mer) | 175            |
| Largeur du barrage                 | Mètres (grand axe)                     | 2 309          |
| Puissance électrique installée     | Mégawatts                              | 22 500         |
| Puissance électrique garantie      | Mégawatts                              | 4 990          |
| Puissance unitaire (32 unités)     | Mégawatts                              | 700            |
| Système d'écluses                  | Double sens                            | 2 fois 5 sas   |
| Dimensions de chaque sas           | Mètres                                 | 280 × 34 × 5   |
| Dénivelé maxi (amont - aval)       | Mètres                                 | 113            |
| Dimensions ascenseur à bateau      | Mètres                                 | 120 × 18 × 3,5 |
| Matériaux excavés                  | Millions de mètres cubes               | > 102          |
| Remblais                           | Millions de mètres cubes               | > 29           |
| Ferraillage                        | Tonnes                                 | > 280 000      |
| Durée des travaux (et préparation) | Années                                 | 17             |

## Histoire

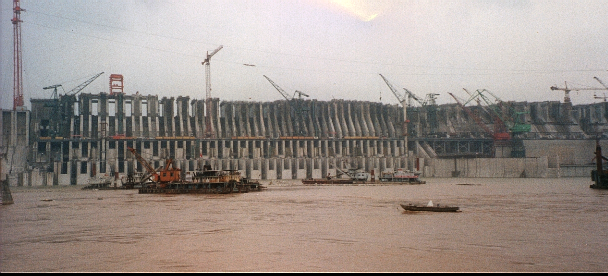
Le barrage en construction - été 2002.

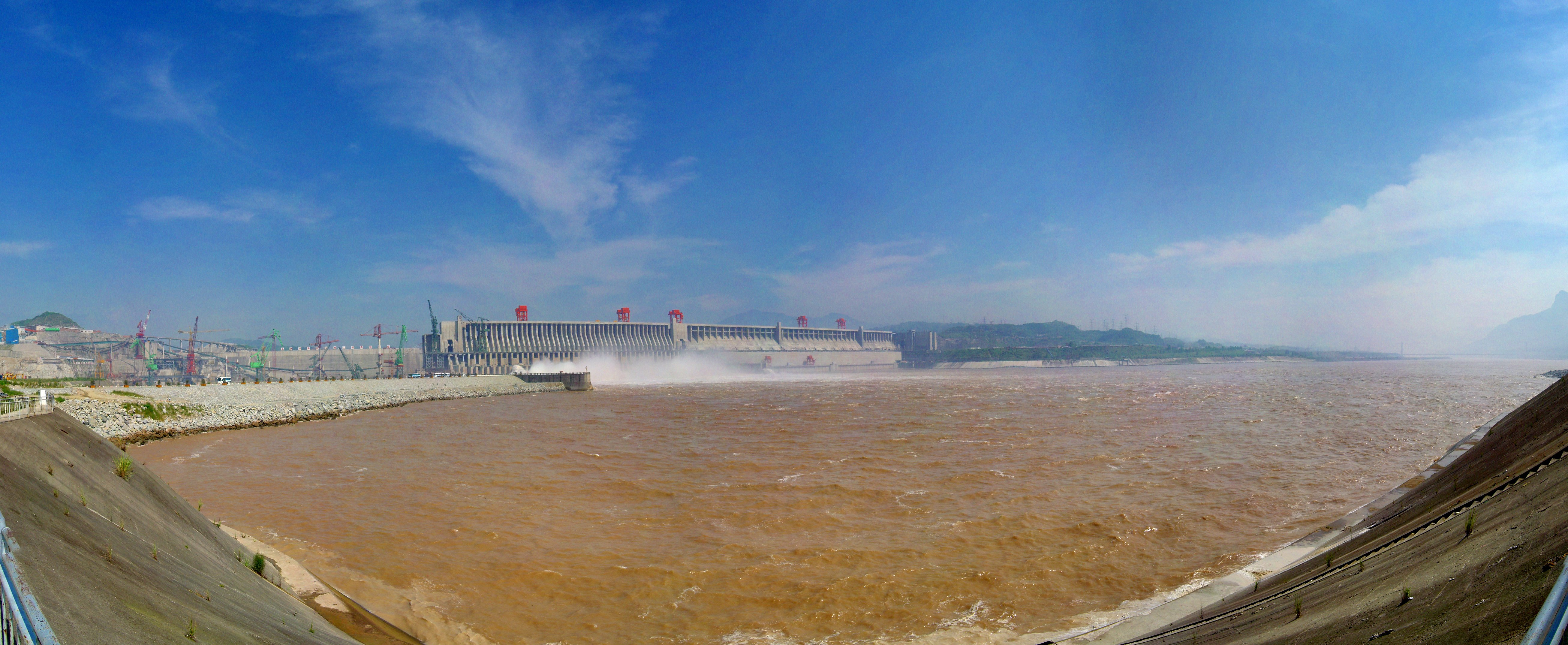
Vue en aval du site de construction - 26 juillet 2004.

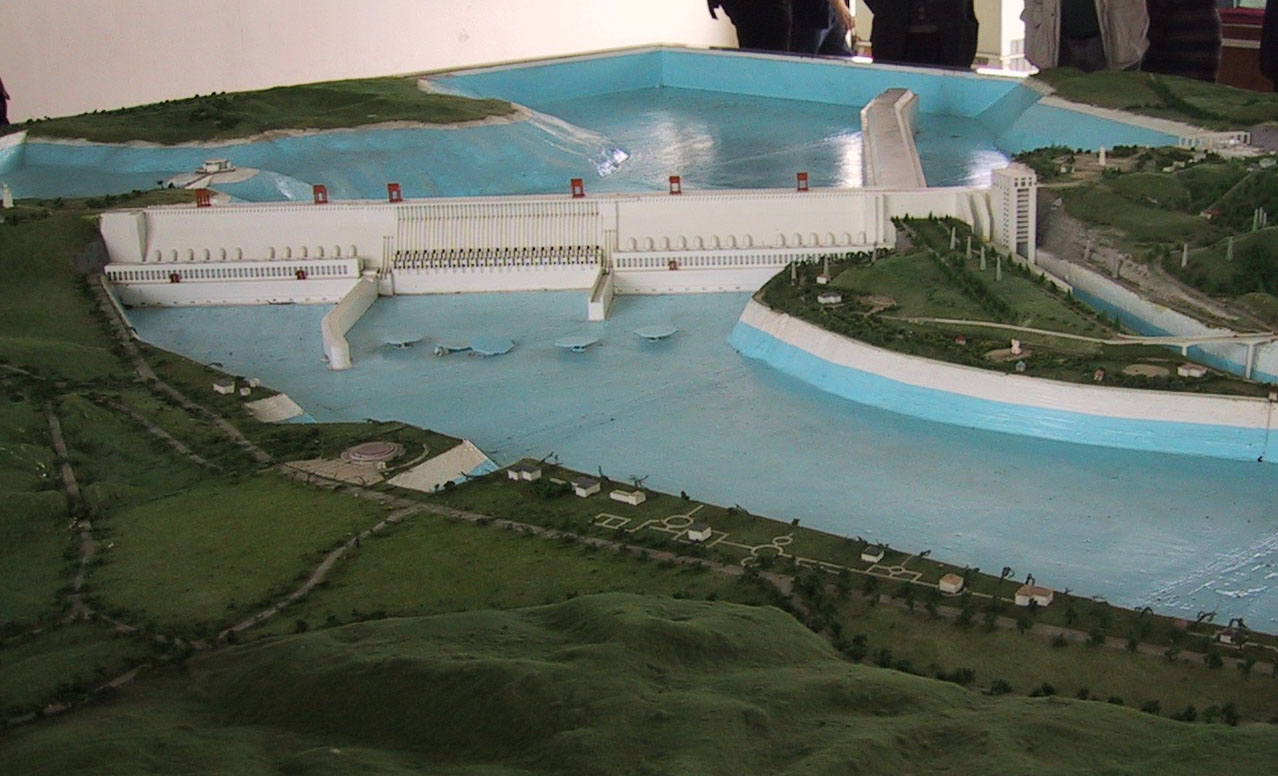
Maquette du barrage des Trois-Gorges.

### Idée vieille d'un siècle
L'idée de construire un barrage dans les Trois-Gorges est ancienne puisque la première proposition fut élaborée en 1919 avec le plan de développement de l'industrie de Sun Yat-Sen dans le but de faciliter la navigation fluviale sur le Yangtsé et permettre un meilleur usage des ressources de celui-ci. Après la guerre civile, le Guomindang établit en 1932 un comité chargé d'étudier la question et un ingénieur autrichien fut recruté mais la guerre empêcha de nouveau la réalisation du projet. En 1944, un expert venu des États-Unis conseilla de réaliser un nouveau projet, plus ambitieux et préfigurant le barrage actuel. Un contrat offrant la conception du barrage au cabinet de l'expert fut signé en 1946 mais la reprise de la guerre civile  amena la suspension du projet.

### Projet sous la république populaire de Chine
Après la victoire du parti communiste chinois et de nouvelles crues meurtrières comme celle de 1954 qui fit 30 000 morts et 19 millions de sans-abris, Mao Zedong fit relancer le projet en 1958 : le ministère de l'Eau & de l'énergie électrique annonça sur la base de 2 600 rapports que la construction prendrait une vingtaine d'années et pourrait commencer en 1962-1963. Mais le manque de compétences en ingénierie et les carences technologiques retardèrent le projet qui ne fut réactivé qu'à la fin des années 1970 du fait des pénuries en électricité. Le ministère des Eaux approuva officiellement le projet de 1959 et des études de faisabilité furent réalisées par des Canadiens qui le validèrent mais augmentèrent la taille de 10 mètres.

### Construction
Le Premier ministre chinois Li Peng, ingénieur de formation, pousse à la construction du barrage. La décision finale est prise le 3 avril 1992, par 1 767 voix pour, 177 contre et 664 abstentions par l'Assemblée nationale populaire. Mais cette adoption avec seulement deux tiers des suffrages, ce qui est rarissime dans les institutions de la république populaire de Chine, traduit les oppositions internes au projet. Les délais sont à la mesure de l'œuvre entreprise. Les travaux sont inaugurés en 1994 par le président Jiang Zemin et le Premier ministre Li Peng. La Chine investit 24,5 milliards de dollars dans ce projet.
Les travaux se déroulent sur trois phases et commencent avec les travaux préparatoires, dont la dérivation du fleuve, jusqu'en 1997. La période suivante, de 1998 à 2003, est consacrée à la construction et à la mise en service des premiers groupes et permet d'atteindre le niveau de 153 m pour la retenue d'eau. Enfin, pendant les cinq dernières années, de 2004 à 2009, sont réalisées les finitions et la mise en eau jusqu'au niveau de 175 m.
Le 18 mai 2006, l'introduction à la bourse de Shanghai des titres de la société China Yangtze Power Co, véhicule en bourse du barrage, s'achève sur une hausse de presque 44 %[réf. incomplète].
Le 20 mai suivant, Li Yong'an (directeur général de la société de construction du barrage) annonce aux Chinois que le barrage est bien terminé. Il ne doit être, toutefois, pleinement opérationnel qu'en 2009, après l'installation et la mise en marche des 26 turbines servant à la production d'électricité.
Le 2 mars 2009, 2 000 personnes auraient manifesté à Jiangnan en bloquant les voies d'accès et en affrontant la police, cette manifestation étant due à l'indemnité jugée trop basse pour les relogements. Selon les chiffres officiels, plus de 1,4 million de personnes ont dû être évacuées afin de permettre la réalisation du barrage.
Le 2 août 2010, la presse annonce que des quantités importantes de déchets s'accumulent dans le barrage, au point que les portes d'écoulement du barrage pourraient s'en trouver obstruées. Cette accumulation est due au fait que certaines localités voisines du lac de retenue ne disposent pas de système de traitement des déchets et que ces derniers sont déversés directement dans le lac.

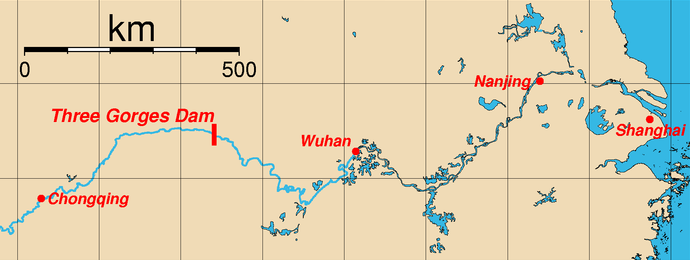
Carte de l'emplacement du barrage des Trois Gorges, Sandouping, Yichang, de la province du Hubei et des principales villes situées le long du fleuve Yangtsé.

## Polémique
La construction du barrage des Trois-Gorges a suscité une vaste polémique, tant en Chine, par l'opposition de nombreux scientifiques, que dans le monde. La Banque mondiale a refusé d'y participer, doutant de la fiabilité du barrage. L'écrivaine chinoise Dai Qing a qualifié le barrage de « farce ridicule et néfaste qui va hanter les dirigeants chinois ». Les associations écologiques dénoncent le risque pour 75 millions de personnes qui vivent en aval de l'ouvrage.

### Arguments favorables à la construction du barrage
- Lutte plus efficace contre les crues du fleuve, en aval, qui pouvaient dépasser 100 000 m3/s, atteindre une cote de 17 m au-dessus du niveau de la plaine (29 m au centre de Wuhan en septembre 1998), avec en plus un argument humanitaire de sécurisation des nombreuses populations habituellement touchées par les crues (50 à 80 millions d’habitants) et causant chaque année de nombreux morts. Les crues de l'automne 1998 ont causé la mort de plusieurs milliers de personnes[34].
- Fourniture d'énergie hydroélectrique, l'équivalent de 20 tranches de centrales nucléaires, ou de 50 millions de tonnes de charbon par an, soit 10 % des besoins en énergie électrique du pays. La construction finale couvrira en fin de compte 3 % des besoins du pays[9].
- Essor de la navigation en amont du fleuve : les cargos (jusqu'à 10 000 t) pourront remonter vers le bassin du Sichuan en passant l'obstacle naturel actuel des Gorges.
- Développement économique d'une région intérieure, jusqu'à présent le boum économique favorisait plutôt les régions côtières.
- Développement de la pêche dans le réservoir.
- Développement du tourisme en été et non plus seulement lors de la saison sèche.
- Meilleure maîtrise de la qualité générale de l'eau.
- Transfert d'une partie des eaux du Yangzi Jiang vers la plaine de la Chine du Nord, qui souffre d'une sécheresse endémique, par un simple canal de dérivation capable si besoin d'apporter annuellement 40 km3 d'eau. Ce transfert permettrait d'éviter la construction de trois petits barrages initialement prévus. En fait, la nouvelle dérivation permettra l'alimentation toute l'année du barrage du lac Han, qui apporte déjà annuellement à la plaine du nord 20 km3/an, par un canal, sauf lors des saisons sèches.

### Arguments défavorables à la construction du barrage

#### Écologiques
- En amont :
  - Inondation de 600 km2 de terres agricoles et de forêts.
- En aval :
  - Blocage du transport sédimentaire naturel par sédimentation dans le réservoir, entraînant :
    - d'importants changements dans la faune et la flore,
    - l'érosion, le creusement de son lit par le fleuve : depuis la mise en route du chantier, les rives du fleuve se sont érodées de 4 km2/an en certains lieux[35],
    - la réduction de l’apport sédimentaire risque de faire reculer le delta du fleuve. Depuis la mise en eau du barrage, le dépôt annuel d'alluvion dans l'estuaire a diminué d'un tiers[36].

  - Modification du régime hydrologique et des crues hivernales entraînant :
    - la remontée des nappes salées plus à l’intérieur du delta, problème qui nécessitera un drainage pour évacuer le sel,
    - l'exploitation et l'artificialisation des vastes lacs actuels de déversement des crues du fleuve, d’où la réduction de la zone d'habitat de nombreuses espèces d'oiseaux (grue de Sibérie).

  - Altération de l'habitat du dauphin de Chine. En 2006, l'espèce est considérée comme éteinte[37].
  - Multiplication anormale des mauvaises herbes aquatiques et des algues, reconnue par l'agence officielle chinoise Xinhua[38].
  - Assèchement des zones humides et par conséquent appauvrissement de la biodiversité.

#### Répercussions sur la population

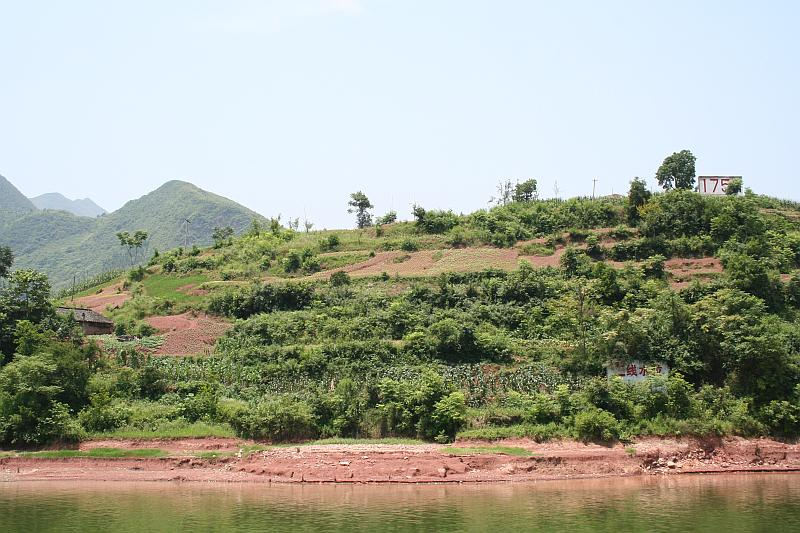
Vue des Trois Gorges avec un panneau montrant le niveau de l'eau prévu quand le barrage sera rempli. Notez que la maison et la ferme seront inondées.

Déplacements de plus de 1,8 million d'habitants sans aide de l'État (précédent record de 300 000 habitants en Chine du Nord battu) avec l'engloutissement de 1 300 sites historiques et archéologiques, de plusieurs villes et de nombreux villages. Bogumil Terminski, spécialiste polonais des déplacements de populations et réfugiés climatiques, donne le nombre de 1,2 million de personnes déplacées.
- 40 % des personnes déplacées sont des citadins, relogés pour moitié dans de nouveaux quartiers en ville dans des appartements dont les immeubles ont été construits à la va-vite, alors que la plupart du temps, ils étaient logés dans de petites maisons.
- 60 % sont des paysans relogés pour moitié au-dessus du réservoir avec des parcelles de la même superficie de 600 m2, mais dans des conditions de culture différentes : sols minces, en pente et à une altitude comprise entre 300 et 1 000 m. Ceci impliquant que leur agriculture traditionnelle, l'agrumiculture ne sera plus possible.
- Par endroits, disparition de sites archéologiques qui doivent être réaménagés plus haut.
- Risque pour 75 millions de personnes vivant en aval en cas de rupture du barrage, notamment pour les villes de Changsha et de Wuhan, qui comptent 9 millions d'habitants.
- Ce barrage ne résout que très partiellement le problème de l'approvisionnement électrique de la Chine. Sa production annuelle de 85 TWh correspond à peu près à 3 % de la consommation nationale, alors que les plans originaux devaient en couvrir 10 %[9].

## Conséquences liées à la construction du barrage

### Chiffres en juin 2003
[réf. à confirmer]
- 1,8 million de personnes ont été déplacées.
- 15 villes et 116 villages ont été engloutis.
- 436 km2 de terres ont disparu.
- Les 24,5 milliards de dollars prévus ont largement été dépassés.

### Impacts écologiques et hydrauliques
L'impact hydraulique du barrage s'est surtout fait sentir durant sa phase de remplissage. Il perturbe l'écoulement du fleuve et son écosystème, et serait à l'origine d'un déficit hydraulique des lacs alentour, ainsi que d'une diminution des alluvions en aval

### Rotation de la Terre
En 2005, des scientifiques de la National Aeronautics and Space Administration (NASA) ont calculé que la masse de l'eau stockée dans le réservoir du barrage à pleine charge aurait des répercussions à l'échelle de la planète, allongeant la durée d'un jour de 0,06 microseconde et renforçant l'aplatissement de la Terre.

### Filmographie
- Dong (documentaire), Jia Zhangke, 2006 (102')
- Still Life (fiction), Jia Zhangke, 2007 (107')